# Binuclearia
Binuclearia ist eine im Süßwasser vorkommende Gattung aus der Grünalgen-Gruppe der Chlorophyceae.

## Merkmale
Die Gattung bildet unverzweigte Fäden aus einer Zellreihe. Der Fadendurchmesser beträgt 4 bis 13 Mikrometer. Die ovalen Zellen sind häufig paarweise angeordnet und voneinander mittels H-förmigen, sehr dicken Zellwänden getrennt. Von den Nachbarzellen sind sie durch gallertartiges Zellwandmaterial getrennt. 
Die Zellen besitzen einen Zellkern und einen plattenförmigen, wandständigen Chloroplasten, der Pyrenoide enthält. Das Wachstum der Fäden erfolgt durch Zellteilung innerhalb des Fadens. Bei der Zellteilung entsteht in der Zellmitte der Ausgangszelle ein neues H-förmiges Wandstück. 
Die ungeschlechtliche Fortpflanzung erfolgt durch Bildung einer unbeweglichen Zelle (Akinet) pro Zelle oder einer viergeißeligen Zoospore. Die Freisetzung dieser Zellen erfolgt durch ein Auseinanderweichen der beiden Zellwandhälften. Die geschlechtliche Fortpflanzung der Gattung ist unbekannt.

## Vorkommen
Die Vertreter der Gattung kommen in Moortümpeln und Schlenken von Sphagnum-Mooren vor.

## Belege
- Karl-Heinz Linne von Berg, Michael Melkonian u. a.: Der Kosmos-Algenführer. Die wichtigsten Süßwasseralgen im Mikroskop. Kosmos, Stuttgart 2004, ISBN 3-440-09719-6, S. 354.